# Carex poilanei
Carex poilanei är en halvgräsart som beskrevs av Louis-Florent-Marcel Raymond. Carex poilanei ingår i släktet starrar, och familjen halvgräs.
Artens utbredningsområde är Laos. Inga underarter finns listade i Catalogue of Life.